# 細谷暖地性シダ群落

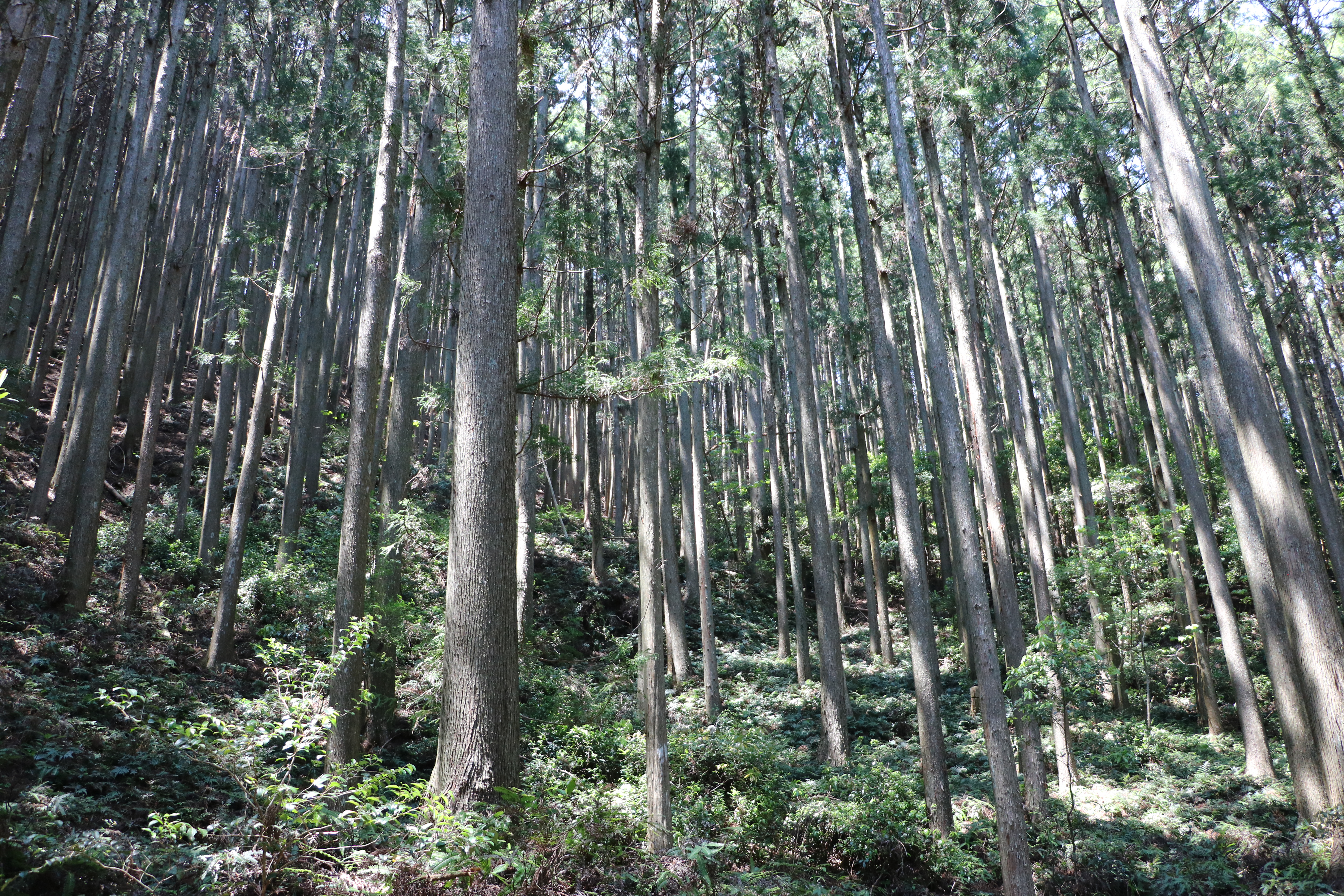
細谷暖地性シダ群落。スギの植林地林床に群生する。2023年5月11日撮影。

細谷暖地性シダ群落（ほそだにだんちせいシダぐんらく）は、三重県度会郡南伊勢町押淵にある国の天然記念物に指定された暖地性シダ植物の群生地である。
隣接する鬼ヶ城暖地性シダ群落と類似した国の天然記念物であり、よく似た植物相であるが別物件として指定されている。ただし細谷のみに生育する希少な植物もあり、中でも暖地性シダ植物の代表格ともいえる大型シダのリュウビンタイ（竜鱗、学名：Angiopteris lygodiifolia）をはじめ、マツザカシダ（松坂羊歯、学名：Pteris nipponica）と、シダ植物ではないがケイビラン（鶏尾蘭、学名：Comospermum yedoense (Maxim. ex Franch. et Sav.) Rausch.）など、鬼ヶ城では見られない希少種が含まれる。
鬼ヶ城暖地性シダ群落と同じく、当時の指定要目15「欄類、羊歯類、石松類、蔓植物、地衣、蘚苔等盛ニ発生したる土地又ハ是等ノ植物ノ多ク着生シタル林樹」として、1928年（昭和3年）1月18日に「細谷暖地性羊歯群落」の名称で国の天然記念物に指定された。
鬼ヶ城暖地性シダ群落とは解説内容が一部重複するため、本記事では細谷の群落に関する内容を主に解説する。おおまかな地勢および発見調査の経緯などについては鬼ヶ城暖地性シダ群落も参照のこと。

## 解説
細谷暖地性シダ群落は鬼ヶ城暖地性シダ群落から約1.5キロメートル西方の位置にあり、押渕地区から押渕川沿いを遡り、鬼ヶ城暖地性シダ群落への入口を左手に見て、さらに川沿いを上流方向へ向かうと、北側からと西側からの小さな流れの合流する地点へ達する。この付近が押渕川源流部の字細谷と呼ばれる場所で、山腹斜面は植林されたスギの木々で覆われている。

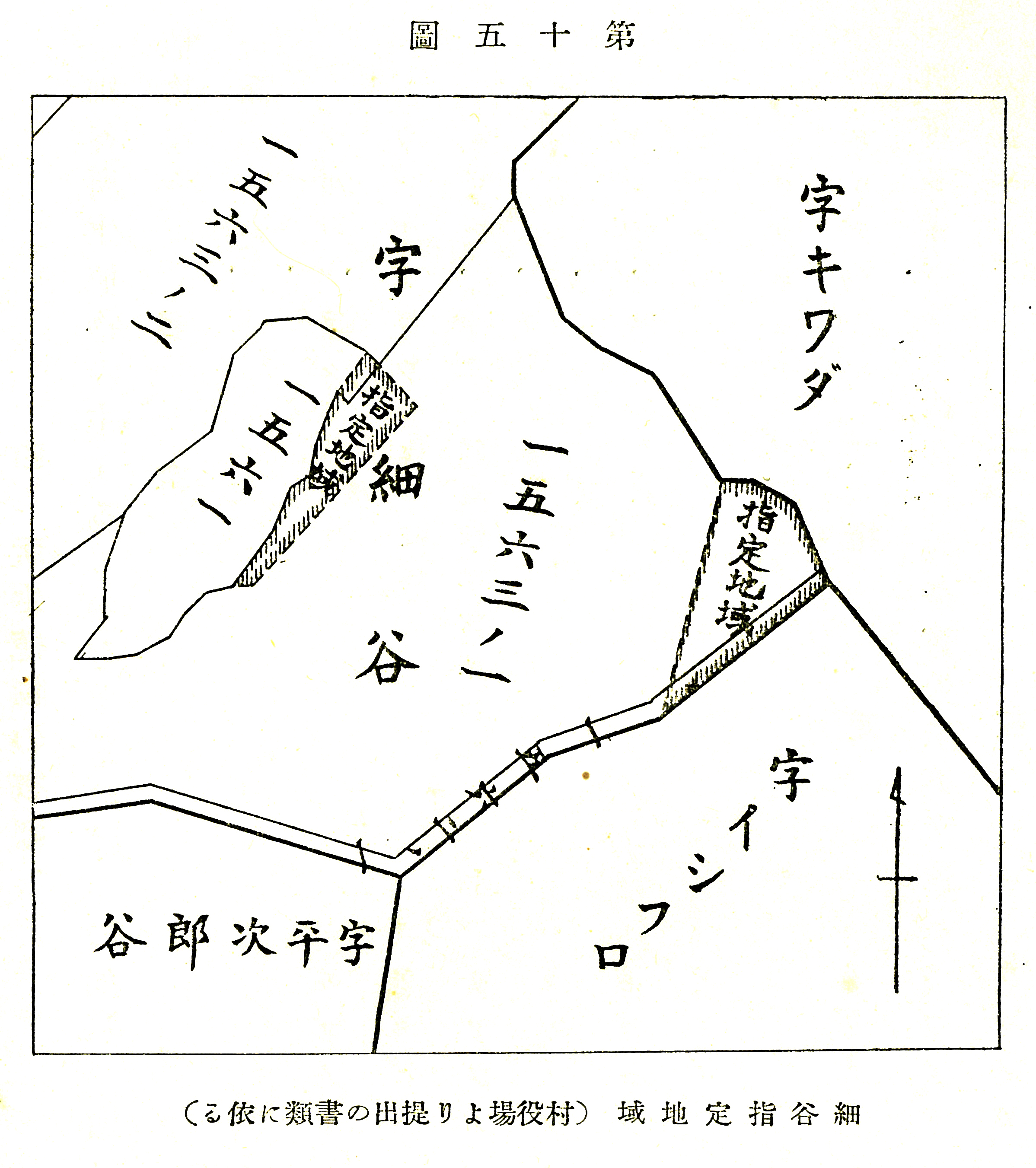
昭和初期、当時の穂原村が作成した細田暖地性シダ群落の地籍図。

この山腹斜面に岩が剥き出しになった植林に適さない個所が数カ所点在しているが、この岩場を中心に暖地性のシダが生育しており、周囲の林床とともに、細谷暖地性シダ群落として国の天然記念物に指定されている。かつて指定地の周囲は柵と針金で囲まれていたが、今日ではコンクリートの支柱のみが残っている。
周辺一帯の暖地性シダ群落の価値に最初に着目したのは、地元押淵地区出身の植物学者広出泰助で、広出は鬼ヶ城暖地性シダ群落と同様、当地の現地調査に訪れた植物学者らの案内人を務め、四日市市の川崎光次郎によって種名の目録が作成され三重県に報告されたが、調査報告に挙げられた内容は、長期間にわたり鬼ヶ城と細谷を隅々まで調べ上げた広出の功績によるところが大きい。
隣接して所在する鬼ヶ城と細谷の暖地性シダ群落は、国の天然記念物として別物件として個別に指定されることとなり、1928年（昭和3年）1月18日に内務省告示第10号「細谷暖地性羊歯群落」の名称で国の天然記念物に指定された。指定地の地番と面積は押淵字細谷1562番の1山林内の実測2畝13歩、および同1563番の1山林内の実測1反6畝23歩右接続1か所、および同1561番山林内の実測9歩、および同1563番の1山林内の実測1反3畝27歩右接続1か所で、いずれも民有地である。
スギの植林のないところはウバメガシを主体とする雑木林になっており、タイミンタチバナ、アラカシ、アセビ、シキミ、シャシャンボなどが混生し、林床に様々な暖地性シダ（鬼ヶ城暖地性シダ群落参照）が群生しており、部分的にコシダが繁茂している。
細谷の植物の多くは鬼ヶ城の暖地性シダ群落で見られるものと同じであるが、ここでは三重県天然記念物調査委員の服部哲太郎により指摘された細谷特有とされる3種の暖地性植物を挙げる。
- リュウビンタイ（竜鱗、学名：Angiopteris lygodiifolia[5]）

リュウビンタイ科リュウビンタイ属の南方系大型シダで、日本国内では伊豆半島以西から本州南岸のごく暖地に偏って見られ、主に九州南部以南に分布する。細谷では指定当時、山麓の所々に点在して自生しており、同種の自生北限地のひとつとされた。
細谷暖地性シダ群落について1995年（平成7年）『日本の天然記念物』へ解説を寄稿した生態学者の南川幸によれば、細谷のリュウビンタイは一時期絶滅したと伝えられていたものの、1980年（昭和55年）頃に小さな個体が見つかり、その後は成長した株が見られるという。
一方、三重県教育委員会に委託され1990年（平成2年）頃に当地を調査した三重県立津西高等学校の橋本清によれば、リュウビンタイを含めアツイタ、ナンカクラン、キクシノブなどの希少種は確認できなかったという。
- マツザカシダ（松坂羊歯[† 2]、学名：Pteris nipponica[6]）

イノモトソウ科イノモトソウ属のシダで、羽片の中央部が白斑状に白くなることが多いのが特徴で、房総半島以西、本州南岸沿いに九州から島根県沿岸まで回り込んで分布する。細谷におけるマツザカシダは三重県天然記念物調査委員の服部哲太郎により1936年（昭和11年）発行の『三重縣に於ける主務大臣指定 史蹟名勝天然紀念物 第二册 名勝並天然紀念物』で解説されている。服部は1925年（大正14年）3月20日と1934年（昭和9年）5月5日の2度にわたり、先述の広出の案内により現地調査を行い、鬼ヶ城との違いを次のように述べている。「…但し山麓部にはリュウビンタイの点在すること、絶壁にケイビランの群生せること及びマツザカシダの所生あるを異なりとす。」
服部の聞き取りによれば、明治の初め頃、伊勢松坂の花戸（植木屋）より買い出されたことから「松坂羊歯」の名が付けられたと言い伝えられているといい、続けて「蓋し伊藤政右衛門が当地または朝熊山に採りて之を販売せしに非ざるか。」とも述べ、服部自身が1935年（昭和10年）10月29日に撮影した「志摩郡某地産」とされる鉢植えのマツザカシダの白黒写真を掲載している。
この伊藤政右衛門は江戸後期から明治期にかけ、今日で言う園芸店を松阪で営んでいた人物で、伊勢地方一帯の珍しいシダや山野草などを、自ら山中へ入って探し採集し販売する商いを行っており、鬼ヶ城のアツイタ（厚板、学名：Elaphoglossum yoshinagae (Yatabe) Makino, 1901. ）を伊藤政右衛門が採取したという記録が、1928年（昭和3年）の『植物研究雑誌 第5巻6号』に記されている。
- ケイビラン（鶏尾蘭、学名：Comospermum yedoense (Maxim. ex Franch. et Sav.) Rausch.[7]）

キジカクシ科スズラン亜科ケイビラン属に分類される多年草で、シダ植物ではないが細谷の植物相を象徴する希少種である。日本の固有種であり分布域も小さく、わずかに紀伊半島と四国、九州で稀に見られる。長い間ユリ科とされていた。
江戸後期の本草学者飯沼慾斎が「リンネ」の植物分類法を日本で最初に採用して出版した『草木図説』の中で、ケイビランが図説として描かれており、これを伊勢国亀山（現・三重県亀山市）産としている。服部によれば、これもまた松阪の伊藤政右衛門が採集し、飯沼へ紹介したのではないかと推察している。

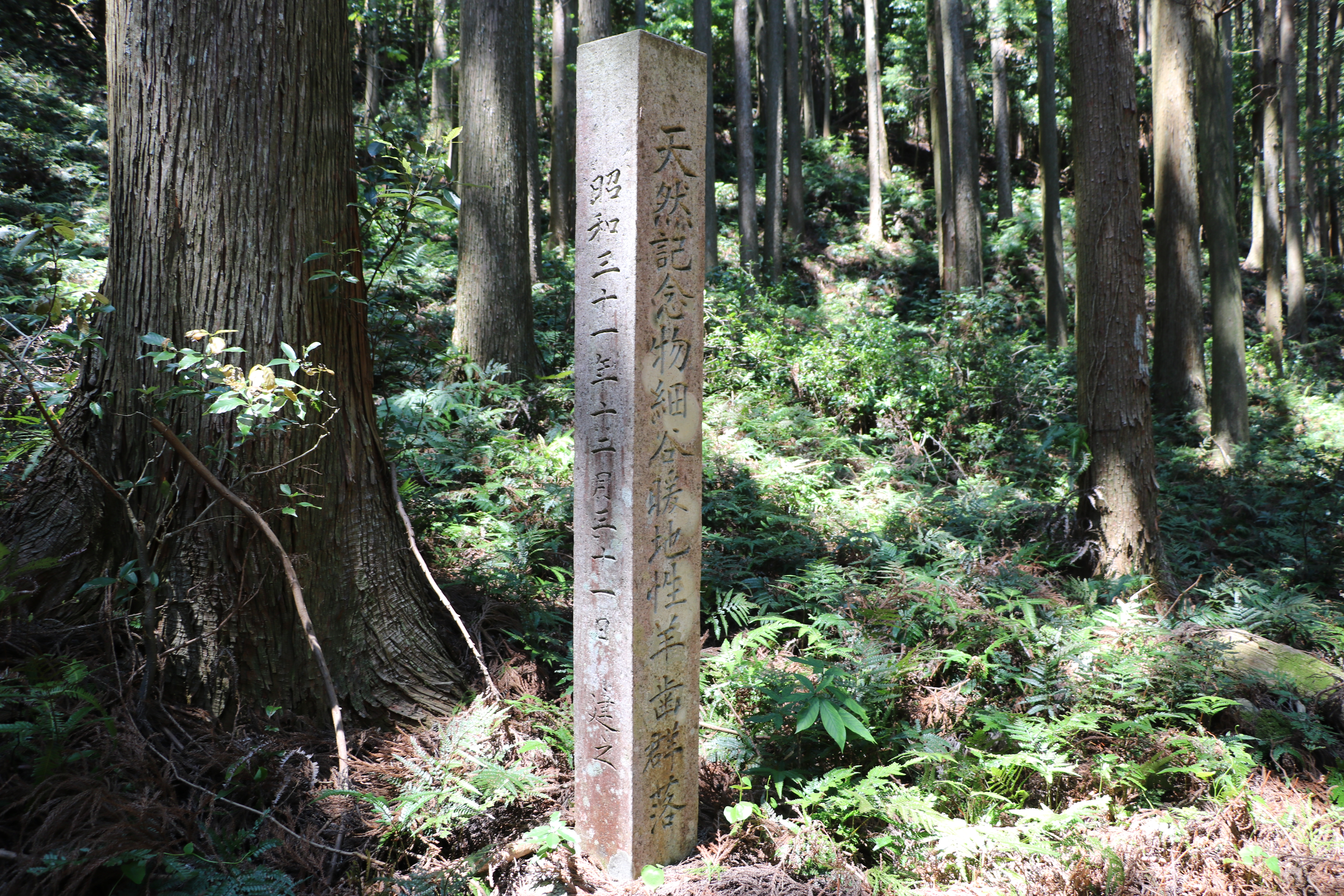
細谷暖地性シダ群落天然記念物指定石碑。
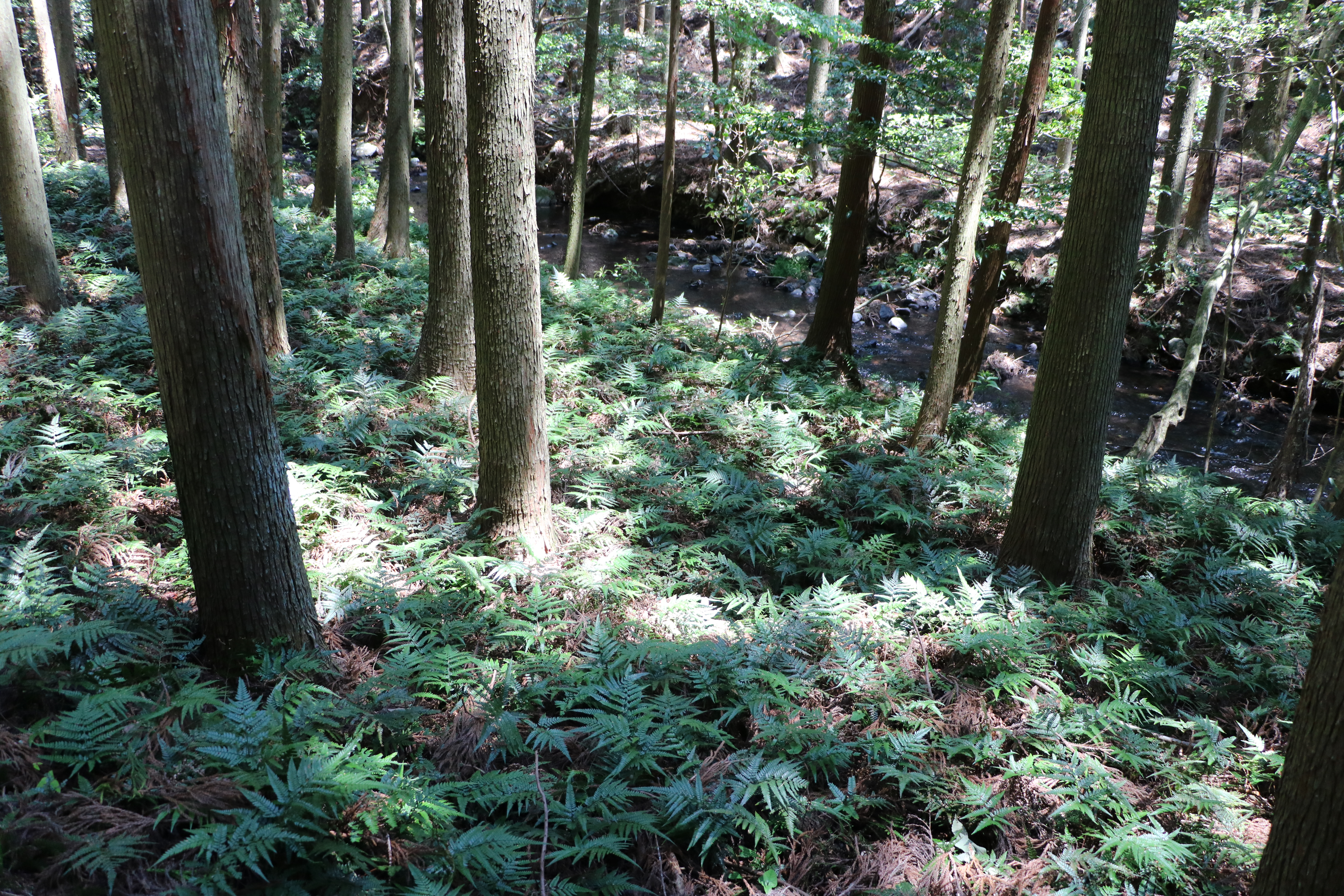
細谷暖地性シダ群落。
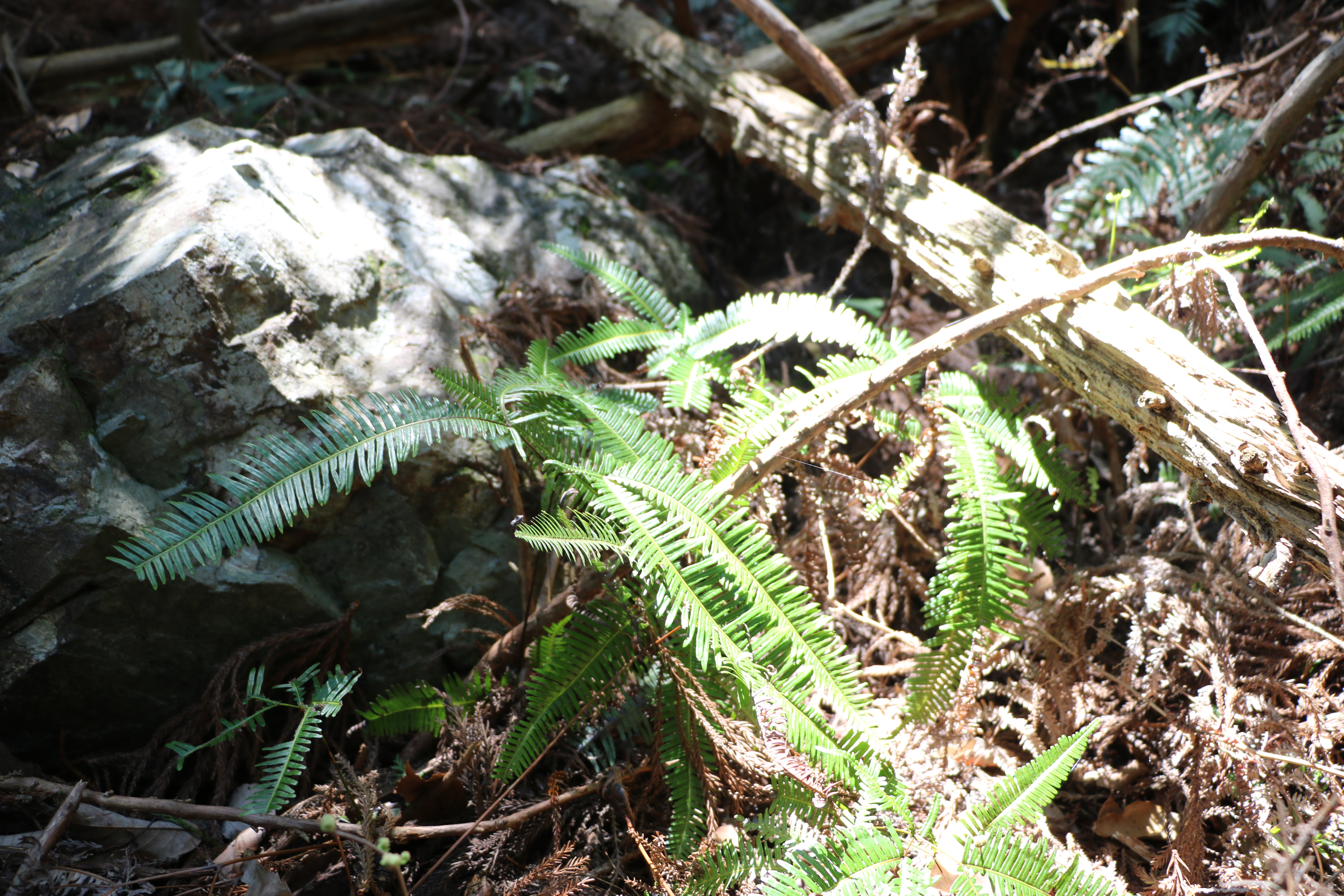
細谷暖地性シダ群落のコシダ。

## 交通アクセス
所在地
- 三重県度会郡南伊勢町押淵字細谷

交通
（ここでは鬼ヶ城暖地性シダ群落への交通手段を記す）
- 近畿日本鉄道宇治山田駅から三重交通乗車約60分「押淵口橋」下車。徒歩約15分[31]。
- 伊勢自動車道玉城インターチェンジより三重県道169号玉城南勢線（通称サニーロード）・国道260号経由で約50分[31]。